# مهدي طاجيك
مهدي طاجيك (بالفارسية: مهدی تاجیک) هو لاعب كرة قدم إيراني في مركز الدفاع، ولد في 11 مارس 1979 في إيران. لعب مع نادي بيكان.